# Kulturåret 1783

## Händelser
- januari - Dramat Helmfelt av Gustav III uruppförs på Gripsholms slott
- Okänt datum - Giovanna Bassi vid Kungliga Baletten i Stockholm.
- Okänt datum - Antonio Bartolomeo Spinacutas uppvisningar i Stockholm.
- Okänt datum - Fredrika Eleonora Bielke blir invald som hedersledamot i Konstakademien.

## Nya verk
- Bacchi Tempel, av Carl Michael Bellman

## Födda
- 2 januari – Christoffer Wilhelm Eckersberg (död 1853), dansk konstnär.
- 4 januari – Alexander Lauréus (död 1823), finländsk konstnär.
- 12 januari – Erik Gustaf Geijer (död 1847), svensk författare, filosof och historiker.
- 23 januari – Stendhal (död 1842), fransk författare.
- 9 februari – Vasilij Zjukovskij (död 1852), rysk poet.
- 8 mars – Gottfried Wilhelm Fink, (död 1846), tysk kompositör och musikskriftställare.
- 25 mars – Paulin Guérin (död 1855), fransk målare.
- 3 april – Washington Irving (död 1859), amerikansk författare.
- 26 april – Byss-Calle (död 1847), svensk nyckelharpsspelman.
- 29 april - David Cox (död 1859), engelsk landskapsmålare.
- 29 maj – Benedetto Pistrucci (död 1855), italiensk gravör.
- 29 juni – August Alexander Klengel (död 1852), tysk kompositör.
- 3 september – Sophie Karsten (död 1862, svensk ballerina och konstnär.
- 8 september – Nikolaj Frederik Severin Grundtvig (död 1872), dansk präst och författare.
- 23 september – Peter von Cornelius (död 1867), tysk målare.
- 14 oktober – Samuel Johan Hedborn (död 1849), svensk författare och psalmdiktare.
- 22 oktober – Maria Johanna Görtz, (död 1853), svensk konstnär.
- 18 december – Johan Niclas Byström (död 1848), svensk skulptör och bildhuggare.

## Avlidna
- 18 januari - Jeanne Quinault (född 1699), fransk pjäsförfattare, skådespelare och salongsvärd.
- 17 april – Louise d'Épinay (född 1726), fransk författare.
- 26 maj – Anna Maria Hilfeling (född 1714), svensk konstnär.
- 10 juni - Carl Rudenschöld (född 1698), svenskt riksråd, diplomat och författare.
- 16 december - Johann Adolf Hasse (född 1699), tysk tonsättare.